# شینتسو سوزوکی
شینتسو سوزوکی (انگلیسی: Shinetsu Suzuki؛ زادهٔ ۱۰ مهٔ ۱۹۳۹) بوکسور اهل ژاپن بود.